# ウォルスキ族
ウォルスキ族（Volsci）は、リリ川近郊に紀元前500年ごろから定着したオスク・ウンブリア系民族。

## 概要
アエクイ族と共謀して版図を広げ、共和政ローマを攻め立てた。これに対してローマはラテン人とカッシウス条約を結び、対抗する（ローマ・ウォルスキ戦争）。アエクイ族が壊滅した後は徐々に衰退し、紀元前338年に終結した第二次ラティウム戦争を契機にローマの支配下に吸収された。